# Hoquei sobre herba als Jocs Olímpics d'estiu de 1932
Als Jocs Olímpics d'Estiu de 1932 realitzats a la ciutat de Los Angeles (Estats Units) es disputà una prova, en categoria masculina, d'hoquei sobre herba. Aquesta fou la quarta vegada que aquest esport formà part del programa olímpic, sent la primera que ho feia de forma consecutiva, i del qual ja no n'ha quedat mai més exclosa. La competició es dugué a terme entre els dies 4 i 11 d'agost de 1932.

## Comitès participants
Hi participaren un total de 39 jugadors de tan sols tres comitès nacionals, renunciant sobretot les poderoses seleccions europees pel gran cost del viatge.
- Estats Units (13)
- Índia (15)
- Japó (11)

## Resum de medalles
| Prova                      | Or | Argent | Bronze |
| Hoquei sobre herba masculí | ÍndiaRichard Allen · Muhammad Aslam · Lal Bokhari · Frank Brewin · Richard Carr · Dhyan Chand · Leslie Hammond · Arthur Hind · Sayed Jaffar · Masud Minhas · Broome Pinniger · Gurmit Singh Kullar · Roop Singh · William Sullivan · Carlyle Tapsell | JapóShunkichi Hamada · Junzo Inohara · Sadayoshi Kobayashi · Haruhiko Kon · Kenichi Konishi · Hiroshi Nagata · Eiichi Nakamura · Yoshio Sakai · Katsumi Shibata · Akio Sohda · Toshio Usami | Estats UnitsWilliam Boddington · Harold Brewster · Roy Coffin · Amos Deacon · Horace Disston · Samuel Ewing · James Gentle · Henry Greer · Lawrence Knapp · David McMullin · Leonard O'Brien · Charles Sheaffer · Frederick Wolters |

## Medaller
| Posició | País         | Or | Argent | Bronze | Total |
| 1       | Índia        | 1  | 0      | 0      | 1     |
| 2       | Japó         | 0  | 1      | 0      | 1     |
| 3       | Estats Units | 0  | 0      | 1      | 1     |

## Resultats
La presència de només tres seleccions feu que la competició es jugués en un únic grup de "tots contra tots".
| Data       | Selecció     | Resultat | Selecció |
| ---------- | ------------ | -------- | -------- |
| 4 d'agost  | Índia        | 11 – 1   | Japó     |
| 8 d'agost  | Estats Units | 2 – 9    | Japó     |
| 11 d'agost | Estats Units | 1 – 24   | Índia    |